# Terpentyna
| Na podstawie podanej karty charakterystyki \| \| \| \| \| Niebezpieczeństwo |                                                         |            |            |
| zwroty H                                                                    | H226, H302+H312+H332, H304, H315, H317, H319, H411      |            |            |
| zwroty P                                                                    | P210, P273, P280, P301+P310, P303+P361+P353, P331       |            |            |
| SDS                                                                         | dane zewnętrzne firmy Sigma-Aldrich [dostęp 2020-01-22] |            |            |
| Płomień                                                                     | Zagrożenie dla zdrowia                                  | Wykrzyknik | Środowisko |

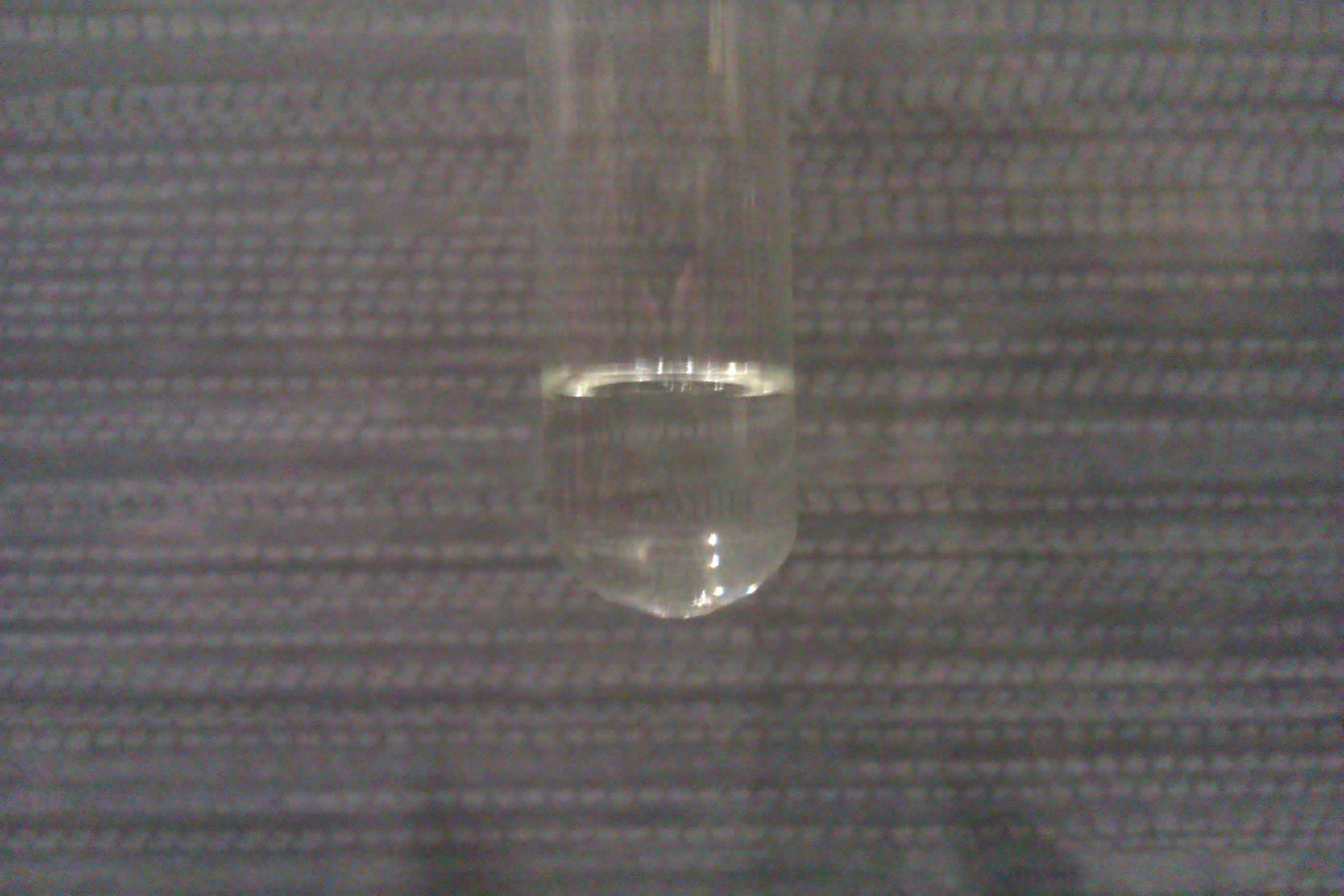
Terpentyna w probówce

Terpentyna, sylwestren (numer CAS: 8006-64-2, numer RTECS: YO8400000) – mieszanina terpenów (głównie α-pinenu, β-pinenu, a także karenu, kamfenu, terpineolu, octanu bornylu i limonenu) o charakterystycznym, intensywnym zapachu. Jest bezbarwną lub żółtą cieczą, łatwopalną i słabo rozpuszczalną w wodzie. Zawiera do 1% związków nielotnych. Rozpuszcza tłuszcze, parafiny, żywice i inne substancje organiczne.

## Rodzaje
W zależności od sposobu produkcji wyróżnia się:
- Terpentyna balsamiczna. Otrzymuje się ją z żywicy pozyskanej z drzew iglastych, głównie sosny[2], przez destylację z parą wodną[1]. Pozostałością stałą po destylacji jest kalafonia.
- Terpentyna ekstrakcyjna. Żywicę do jej wytwarzania ekstrahuje się z drewna żywicznego, a następnie destyluje[2].
- Terpentyna rektyfikowana. W pierwszym etapie jej produkcji drewno żywiczne, głównie karpinę sosnową, poddaje się suchej destylacji, uzyskując terpentynę surową (smołową), którą następnie rektyfikuje się[2].
- Terpentyna siarczynowa – produkt uboczny produkcji celulozy metodą siarczynową[2].

W wyniku rektyfikacji terpentyny uzyskuje się olejek terpentynowy.

## Właściwości fizykochemiczne
- temperatura topnienia: −50 °C
- temperatura wrzenia: 153–170 °C[1][2][6]
- gęstość: ok. 0,86 g/cm³[2][6]
- temperatura zapłonu: 30–46 °C (mierzona w tyglu zamkniętym)[6]
- temperatura samozapłonu: 270 °C[6]
- rozpuszczalność w wodzie: 0,351 g/l[6]
- LD50: 5,8 g/kg (szczur, doustnie)[6]

## Zastosowanie
Terpentyna stosowana jest jako rozpuszczalnik farb i lakierów, laku, do wyrobu past do obuwia i podłóg, jako surowiec do syntez organicznych. W medycynie jako środek do nacierań wywołujący miejscowe przekrwienie (używany w leczeniu zapalenia opłucnej, odmrożeń, do uśmierzania nerwobólów).
W 2014 roku terpentyna została użyta jako lakier zapachowy dający woń sosny przy produkcji serii znaczków dla Poczty Polskiej przedstawiającej grzyby polskich lasów. W sumie nakład wyniósł 1,6 mln sztuk.